# گنوم اوولوشن
اوولوشن(به انگلیسی: Evolution) از نرم‌افزارهای آزاد و متن‌باز برای گنو/لینوکس و از پروژهٔ گنوم می‌باشد.
اوولوشن برنامه‌ای مجتمع برای نامه‌ها، تقویم، کتابچه نشانی برای کاربران گنو/لینوکس را فراهم می‌کند.